# Transportul în România
Rețeaua de transport din România este destul de variată, această țară situându-se din acest punct de vedere la un nivel acceptabil față de celelalte țări. Transporturile sunt urbane în interiorul localităților, dar și interurbane.
În momentul de față în România nu există statistici oficiale cu privire la numărul persoanelor care folosesc autovehiculele proprietate personală, ci doar cele referitoare la traficul interurban și internațional. Astfel în anul 2008 s-au înregistrat un număr total de 384.515.000 călători, din aceștia 296.954.000 (77%) au călătorit pe cale rutieră, iar 78.252.000 (20%) au ales trenul ca mijloc de transport. Avionul a fost preferat de circa 9.077.000 persoane în  2008 și 20 milioane în 2018, restul pasagerilor (232.000) preferând căile fluviale și maritime.
În următorii ani se preconizează investiții majore în infrastructura de transport prin modernizarea unor drumuri naționale și de interes local, dar și în construcția de autostrăzi. De asemenea se urmărește modernizarea căilor ferate și creșterea vitezei medii de circulație, care în prezent se află la un nivel scăzut față de alte țări europene, dar și construirea unor noi căi ferate, cum ar fi Vâlcele-Râmnicu Vâlcea aflată pe coridorul IV de transport european. Alte măsuri care urmează a fi luate pentru modernizarea infrastructurii românești o reprezintă construcția de noi aeroporturi (Brașov-Ghimbav, Galați-Brăila etc.) și mărirea capacităților celor existente. În domeniul transporturilor navale se va urmări creșterea traficului pe Dunăre.

## Căi ferate

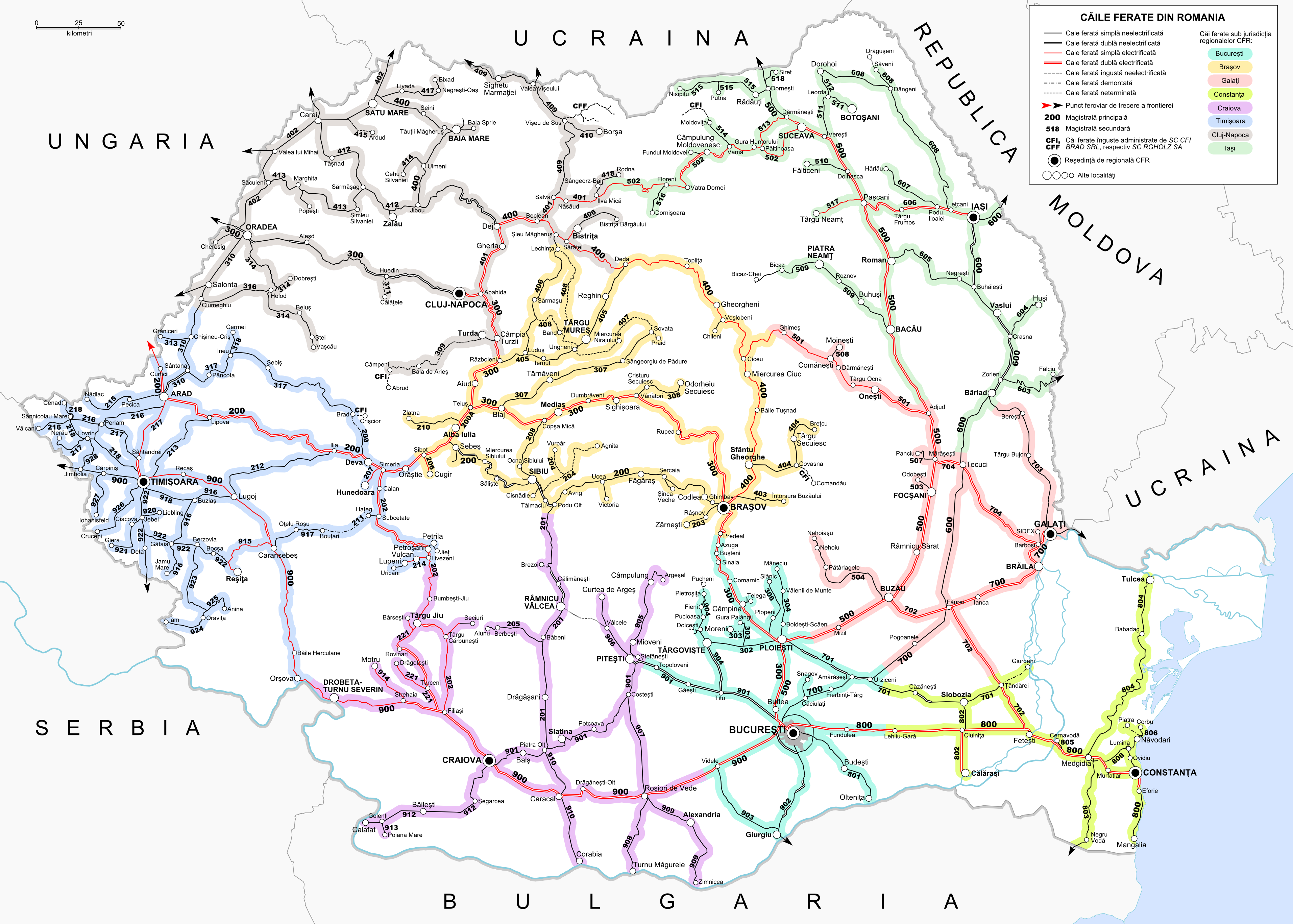
Hartă cu rețeaua de cale ferată din România

Operatorul național al căilor ferate este Căile Ferate Române, care operează pe rețea împreună cu alte firme de transport private.
- Lungimea căilor ferate: 22.247 km (8.585 km electrificați)
- Ecartament internațional (UIC): 21.811 km
- Ecartament îngust: 487 km (1996)

Transportul feroviar de mărfuri și călători a înregistrat o scădere dramatică de la nivelurile record din 1989, în special datorită scăderii produsului intern brut de-a lungul anilor 90 și a concurenței transportului rutier. În 2004, pe căile ferate au fost transportați 8,64 miliarde pasageri-km în 99 de milioane de călătorii și 73 de milioane tone metrice, sau 17 miliarde tone-km de marfă. Totalul combinat reprezintă aproximativ 45% din totalul cantităților transportate în țară.
În anul 2007 au fost puse în circulație 1600 trenuri, din care cea mai mare parte erau trenuri locale (personale).

### Transportul feroviar de marfă
Până în anul 2000, compania de stat CFR Marfă a deținut monopolul transportului feroviar de marfă.
În anul 2000, Autoritatea Feroviară Română a licențiat prima companie privată de transport de marfă.
În anul 2006, operatorii privați reprezentau 25% din piața de transport feroviar de marfă, și erau în număr de 30, dintre care lider incontestabil era Grupul Feroviar Român, urmat de Servtrans Impex București, Unifertrans București și Transferoviar Grup Cluj-Napoca.
În același an, piața de transport reprezenta în jur de 6,5 milioane de tone/lună.
În anul 2007, volumul mărfurilor transportate feroviar au însumat aproximativ 800 milioane euro, în creștere cu 10% față de 2006.
În anul 2006, în transportul feroviar de marfă existau în total 23.100 angajați.

### Legături cu alte țări vecine
România are legături feroviare cu toate țările vecine. Dacă pentru Ungaria, Serbia și Bulgaria trecerea frontierei nu pune nicio problemă, în cazul Ucrainei și Republicii Moldova se face schimbarea de ecartament de la 1435 mm la 1524 mm. Singura linie care trece printr-o graniță și este electrificată este între Curtici (RO) și Leucușhaz (HU), electrificarea fiind dată în exploatare pe 13 decembrie 1975.

## Transport rutier

Hartă cu rețeaua rutieră din România

La 31.12.2010 drumurile publice totalizau 82.386 km, din care 16.552 km (20,1%) drumuri naționale, 35.221 km (42,8%) drumuri județene și 30.613 km (37,1%), drumuri comunale. Investițiile realizate nu garantează însă șoferilor o călătorie fără griji, pentru că jumătate dintre aceste suprafețe refăcute sunt deficitare și au durata de serviciu depășită.
România ocupă locul 123 la capitolul calitate a drumurilor, într-un top realizat de Forumul Economic Mondial (FEM). Înainte României apar țări ca Albania, Bulgaria, statele asiatice Kârgâzstan și Cambodgia și statele africane Burundi, Tanzania și Zambia.
Un studiu realizat în anul 2010 arăta că 80 la sută dintre șoferi sunt agresivi la volan.

### Autostrăzi
Din 1972 până în decembrie 1989(17 ani), (1989 a fost ultimul an sub conducere comunistă), s-au construit 113 km de autostradă, iar în perioada decembrie 1989 – 2007(alți 17 ani), (2007 e anul când România a intrat în Uniunea Europeană), fiind o perioadă de tranziție s-au inaugurat doar 148 km, România ajungând la un total de 261 km. În perioada 2008 - 2022, România accesând fonduri europene a reușit să inaugureze 720 km, ajungând la un total de 981 km.
| An                 | 1972 | 1987 | 2004 | 2007 | 2009 | 2010 | 2011 | 2012 | 2013 | 2014 | 2015 | 2016 | 2017 | 2018 | 2019 | 2020 | 2021 | 2022 | 2023 | 2024 | 2025 |
| ------------------ | ---- | ---- | ---- | ---- | ---- | ---- | ---- | ---- | ---- | ---- | ---- | ---- | ---- | ---- | ---- | ---- | ---- | ---- | ---- | ---- | ---- |
| Kilometri deschiși | 96   | 18   | 97   | 51   | 42   | 27   | 68   | 101  | 108  | 71   | 32   | 22   | 18   | 56   | 43   | 60   | 29   | 53   | 80   | 201  | 38   |
| Kilometri total    | 96   | 113  | 210  | 261  | 303  | 330  | 398  | 499  | 607  | 678  | 710  | 732  | 750  | 806  | 849  | 912  | 941  | 994  | 1074 | 1275 | 1313 |

1 32 de kilometri inaugurați în 2015, fără lotul 3 al A1 din tronsonul Sibiu - Orăștie
2 22 de kilometri inaugurați în 2016, prin redeschiderea lotului 3 al A1 din Sibiu - Orăștie.
Principalele autostrăzi din România sunt:
- Autostrada A1: București - Pitești - Curtea de Argeș - Sibiu - Deva - Timișoara - Arad - Nădlac
- Autostrada A2 (Autostrada Soarelui): București - Constanța
- Autostrada A3: București - Ploiești - Brașov - Târgu Mureș - Cluj-Napoca - Zalău - Oradea
- Autostrada A4 (Centura Constanței): Ovidiu - Agigea
- Autostrada A10: Sebes - Alba-Iulia - Aiud - Turda

Coridorul IV european  - ramura estică este format din autostrăzile A1: Nădlac - București și A2: București - Constanța, iar ramura sudică e formată din A6:Lugoj - Calafat.
Coridorul european Via Carpatia este format din autostrăzile A11:Oradea - Arad, A1:Arad - Lugoj și A6: Lugoj - Calafat.

### Drumuri expres
În august 2014, în România existau 500 km de drumuri expres, însă principala problemă a acestora este gâtuirea care se produce în apropierea orașelor, în lipsa unor centuri ocolitoare cu două benzi.
Printre drumurile expres existente se numără rutele București-Giurgiu, București-Centura Ploiești Vest-Comarnic, Constanța-Mangalia, Brașov-Codlea, Cluj-Turda, București-Urziceni-Buzău-Focșani-Bacău-Roman-Iași și Craiova-Filiași.

## Transportul aerian
Transportul aerian din România se desfășoară între marile orașe, traficul de pasageri fiind redus în comparație cu alte țări din Europa, respectiv 2.110.000 pasageri în anul 2006 în traficul intern. Sunt deschise traficului de pasageri un număr de 17 aeroporturi, dintre care două în capitală.
În anul 2008, traficul aerian a ajuns, ca valoare, la aproximativ 600 milioane de euro și 9,1 milioane de pasageri, pentru cele 17 aeroporturi din România. Din cele 9,1 milioane, traficul aerian al operatorilor low-cost a fost de 2,5 milioane pasageri. În anul 2007, traficul aerian a fost de 7,8 milioane pasageri.
20 milioane pasageri vor folosi mijloace de transport aerian în 2018, dintre care 60,7% zboară cu aeronavele companiilor low-cost.
În 1920 a luat ființă Compania de Navigație Aeriană Franco-Română, care oferea servicii de transport aerian de pasageri, mărfuri și poștă. În anii următori au fost înființate companiile LARES (Liniile Aeriene Române), SARTA (Societatea Română de Transporturi Aeriene), TARS (Transporturile Aeriene Româno-Sovietice).
La 18 septembrie 1954 s-a înființat compania TAROM (Transporturile Aeriene Române), care mai funcționează și astăzi.
În ianuarie 2012, pe piața românească erau prezente companiile low-cost Aer Linugs (Irlanda), Blue Air (România), Germanwings (divizia low-cost a Lufthansa), Pegasus Airlines (Turcia), Ryanair, liderul low-cost din Europa și Wizz Air (Ungaria).

### Aeroporturi
În România există 62 de aeroporturi.

Aeroporturi cu piste pavate: 25
- Piste mai lungi de 3.047 m: 4

Hartă cu aeroporturile Internaționale din România și Republica Moldova

- Piste cu lungimi între 2.438 și 3.047 m: 9
- Piste cu lungimi între 1.524 și 2.437 m: 12

Aeroporturi cu piste nepavate: 37
- Piste cu lungimi între 1.524 și 2.437 m: 2
- Piste cu lungimi între 914 și 1.523 m: 12
- Piste mai scurte de 914 m: 23
- Helioporturi: 1

Traficul de pasageri în anul 2008::
- Aeroportul Henri Coandă — București - Otopeni: 5 milioane (cu 11,64% mai mult decât în 2007)
- Aeroportul Aurel Vlaicu — București - Băneasa: 1,8 milioane
- Aeroportul Traian Vuia — Timișoara: 1 milion
- Aeroportul Internațional Cluj-Napoca: 750.000

Traficul de pasageri în anul 2017:
- Aeroportul Internațional Henri Coandă - 12,813 milioane
- Aerportul Internațional Cluj-Napoca - 2,699 milioane
- Aerportul Internațional Traian Vuia - 1,625 milioane
- Aeroportul Internațional Iași - 1,146 milioane
- Aerportul Internațional Sibiu - 0,519 milioane
- Aeroportul Internațional Bacău - 0,425 milioane
- Aeroportul Internationla Craiova - 0,296 milioane
- Aeroportul Internțional Suceava - 0,262 milioane
- Aeroportul Internațional Oradea - 0,162 milioane[20]
- Aeroprtul Internațional Constanța - 0,130 milioane[21]
- Aeroportul Internațional Satu-Mare - 0,060 milioane[22]

Aeroportul Internațional Târgu-Mureș (0,336 milioane pasageri în 2016) a fost închis pe perioada anului 2017 datorită renovării pistei de aterizare.
DIn 2012 traficul pasageri low-cost de pe Aeroportul Internațional București Băneasa s-a mutat pe Henri Coandă, pe Băneasa se operează curse charter.

## Ape navigabile
Transportul fluvial românesc se află încă la un nivel foarte redus (sub un procent) dar având potențial de creștere mare datorită râurilor navigabile dar și a fluviului Dunărea.
În 2006, în România existau 1.731 km de ape navigabile din care:
- 1.075 km pe Dunăre;
- 524 km pe râuri secundare;
- 132 km pe canale.

Canalele navigabile românești sunt folosite mai mult pentru exportul sau importul de mărfuri, decât pentru transportul mărfurilor în interiorul țării.
În primul trimestru al anului 2010, traficul extern (2.376.000 tone capacitate) a depășit traficul intern (2.207.000 tone capacitate).

## Poduri
În prezent (octombrie 2014), între România și Bulgaria există două poduri peste Dunăre, unul care leagă Ruse de Giurgiu,iar al doilea este Podul Calafat-Vidin.
În fază de proiect se află încă două poduri peste Dunăre - Oriahovo - Bechet și Silistra - Călărași.

## Transport urban
În ceea ce privește numărul călătoriilor care au utilizat transportul urban și suburban din România, în anul 2006, acesta s-a situat la 2.110.579 mii pasageri, respectiv 5.782.408/pasageri pe zi, în scădere față de anul precedent cu 2,9%.
Dacă se referă la transporturile urbane acestea se desfășoară în marea majoritate a localităților cu autobuze și maxi taxi (microbuze), care sunt destul de bine dezvoltate atât în ceea ce privește condițiile de călătorie cât și tarifele practicate și intervalul de succedare. Există și orașe de mărime medie și mare din România în care transportul se desfǎșoarǎ cu tramvaie și troleibuze, cum ar fi Galați, Timișoara, Cluj Napoca, Brașov - fără tramvai, Iași - fără troleibuz, Sibiu - fără troleibuz, dar și alte orașe.
În București rețeaua de transport este bine dezvoltată și se divide în două tipuri de transport, respectiv de suprafațǎ (autobuze, tramvaie, troleibuze, maxi taxi) și cel subteran cu metrou.

## Metrou
București este singurul oraș din România care are un metrou. Deși construcția metroului a fost programată pentru anul 1941, din cauza unor factori geo-politici, metroul din București a fost inaugurat în 1979. Astăzi este cel mai utilizat mod de transport public din București având în medie 600.000 de pasageri pe zi  (în zilele lucrătoare). În total rețeaua metroului are o lungime de 63 km și 45 de stații.

## Transporturi prin țevi și conducte
- Petrol: 2.800 km
- Produse petroliere: 1.429 km
- Gaz natural: 5.400 km (1992)

## Porturi
Porturi la Marea Neagră: 

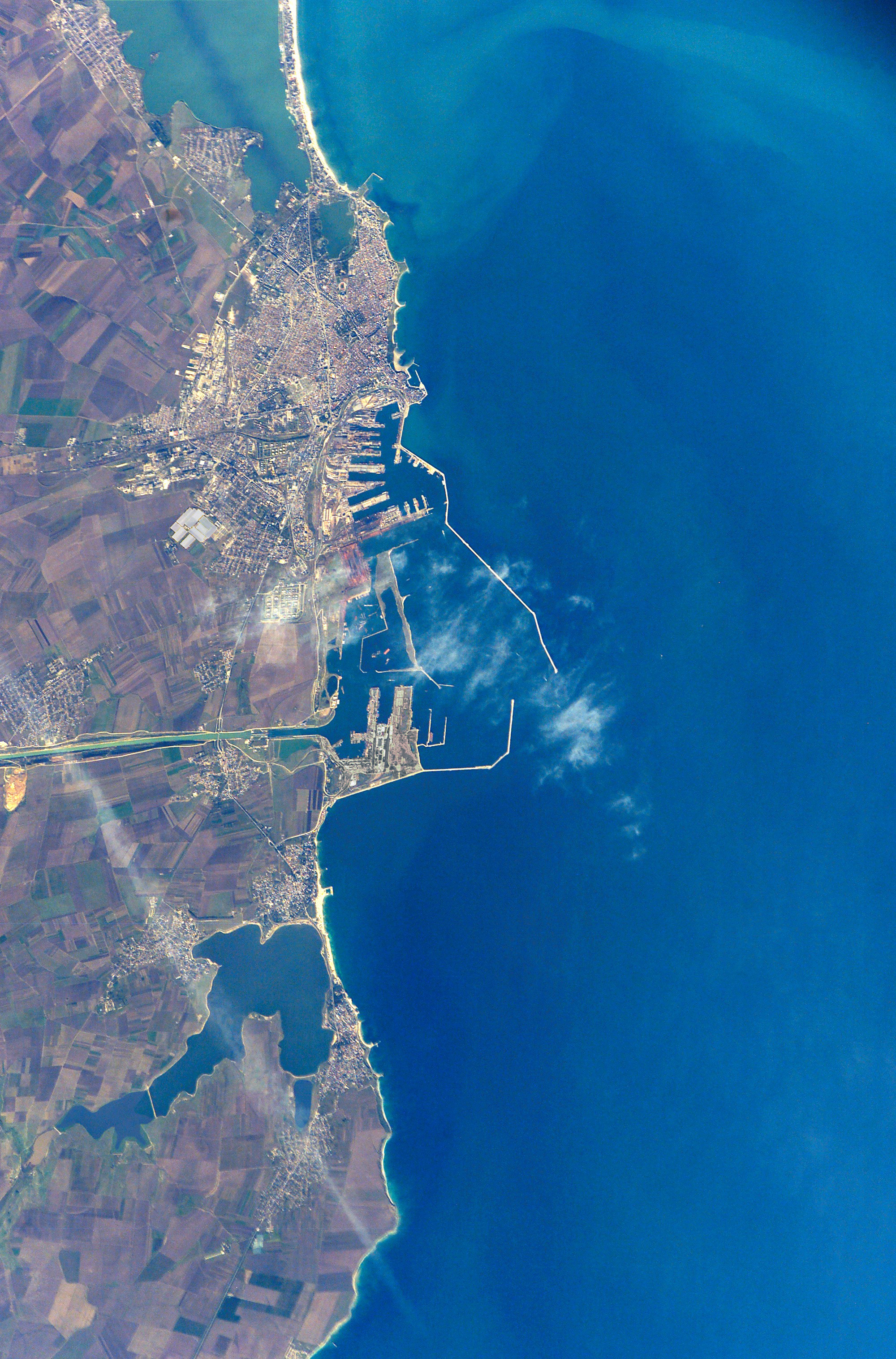
Portul Constanța văzut din satelit

- Constanța (cel mai mare port și șantier naval la Marea Neagră)
- Mangalia
- Sulina
- Năvodari

Porturi pe  Dunăre: 
- Galați
- Brăila
- Tulcea
- Giurgiu
- Drobeta-Turnu Severin
- Oltenița

Porturi pe canalul Dunăre-Marea Neagră: 
- Cernavodă
- Poarta Albă
- Constanța Sud
- Agigea
- Medgidia

Porturi pe Canalul Bega:
- Timișoara

## Flota maritimă

### Anul 1999
Total: 142 nave (1.000 GRT sau mai mult) totalizând 1.154.127 GRT/1.612.314 DWT
- Nave în funcție de tipuri estimat în 1999:
  - General: 16
  - Cargoboturi: 110
  - Containere: 1
  - Pasageri: 1
  - Pasageri/cargoboturi: 1
  - Tancuri petroliere: 5
  - Transportoare de vehicule: 2
  - Descărcare/încărcare: 6
  - Tancuri specializate: 1

### Anul 2007
Total: 19 nave (1.000 GRT sau mai mult) totalizând 146.307 GRT/165.548 DWT
- Nave în funcție de tipuri estimat în 2007:
  - Cargoboturi: 13
  - Pasageri/cargoboturi: 2
  - Tancuri petroliere: 2
  - Descărcare/încărcare: 1
  - Pasageri: 1

Alte 50 de nave sunt înregistrate sub pavilionul altor state:
- Georgia: 15
- Malta: 10
- Panama: 8
- Coreea de Nord: 6
- Siria: 4
- Sierra Leone 2
- Cambogia, Insulele Marshall, Sfântul Kitts și Nevis, Sfântul Vincent și Grenadine și Tuvalu: 1
- necunoscut: 4

## Economia transporturilor în România
Sectorul transporturilor a reprezentat, în anul 2005, 9% din Produsul Intern Brut (PIB), valoarea pieței transporturilor de mărfuri și persoane fiind de 4,9 miliarde euro, în aceeași perioadă serviciile conexe generând venituri de 2,5 miliarde euro.
Peste 3,3 miliarde euro au fost generate de transportul de mărfuri în 2005, iar transportul de persoane a adus un plus de 1,55 miliarde euro.
Piața transporturilor de mărfuri este dominată de transportul rutier, ce acoperea 68,1% în 2005, urmat de transportul feroviar - 21,9%, fluvial - 6,8%, prin conducte - 2,9%, maritim - 0,2% și aerian - 0,01%.
Transportul rutier de mărfuri este cea mai animată ramură a acestei piețe, cu 12.000 de operatori care aveau în total 105.500 de angajați.
Într-o continuă dezvoltare este segmentul serviciilor conexe transportului de mărfuri - manipulări, depozitări, case de expediții etc.
În acest sector lucrau în jur de 32.500 de oameni, în anul 2006, angajați de cele 1.500 de companii active.
Printre cele mai mari firme de manipulare și depozitare sunt Oil Terminal, Socep Constanța, Globe Groud Romania, Comvex Constanța și Romportmet Galați, parte a grupului Mittal Steel.
În anul 2014, prețul unei călătorii de 100 de kilometri pe calea ferată și pe șosea (4,3 - 4,5 euro) plasa România printre primele 15 țări din Uniunea Europeană într-un index al costurilor mici.